# Famille nombreuse
Famille nombreuse è il secondo album del gruppo musicale francese Les Négresses Vertes, pubblicato il 1 novembre 1991.
Secondo l'edizione francese della rivista Rolling Stone, è al 43º posto tra i migliori album francesi di rock.

## Tracce
1. Famille heureuse - 3:56 (Rota, Canavese)
2. Perpétuellement vôtre - 4:04 (Rota, Canavese)
3. Face à la mer - 4:52 (Mellino)
4. Belle de nuit - 4:48 (Mellino)
5. Get some wood - 0:53 (tradizionale arr. da Les Négresses Vertes)
6. Sous le soleil de Bodega - 3:28 (Rota, Mellino)
7. Si je m'en vais... - 3:22 (Mellino, Canavese)
8. Hou ! Mamma mia... - 3:39 (Mellino)
9. Infidèle cervelle - 4:59 (Rota, Braham)
10. La France a ses dimanches - 4:04 (Rota, Roz)
11. Sang et nuit - 3:51 (Rota, Paulus)
12. Car c'est un blouze - 3:11 (Rota, Paulus)
13. Quai de Jemmapes - 2:49 (Canavese)

## Formazione
- Helno Rota de Lourcqua - voce
- Stéfane Mellino - chitarra, voce
- Matias Canavese - fisarmonica, voce
- Paulus - chitarra, basso, voce
- Abraham Braham - trombone, voce
- Michel Ochowiak - tromba, bugle, voce
- Zé Verbalito - batteria
- Jo Roz - pianoforte, chitarra, voce
- Julot - percussioni, voce
- Iza Mellino - percussioni
- Ortoli - percussioni

### Produzione
- Clive Martin - produzione, registrazione, missaggio
- Sodi - produzione, registrazione, missaggio
- Kevin Metcalfe - masterizzazione
- Gégé Lo Monaco - copertina